# Santa Elena Alta
Santa Elena Alta es un centro poblado peruano ubicado en el distrito de Querecotillo, perteneciente a la provincia de Sullana del departamento de Piura, al norte del Perú. En el 2017 tenía una población de 135 habitantes.